# Protobionte
O termo Protobionte designa um hipotético organismo primitivo que, segundo algumas teorias de origem da vida, teriam surgido a partir da agregação de materiais orgânicos, e que constituiriam formas de vida primitiva, precursoras das células dos procariontes.
Como exemplos, podem ser citados os coacervados (porém esses não são considerados formas primitivas de vida, apenas precursores dessa) de Aleksandr Oparin, as microsferas de Sidney Fox e os sulfóbios de Alfonso Herrera. Embora alguns modelos conceituais mais recentes apresentem semelhanças, esta designação não é mais utilizada pelos pesquisadores atuais nesta área. 
Cientistas, em 2019, transformaram uma população uniforme de pequenas gotículas em uma comunidade diversificada de células artificiais em um gradiente químico. Eles usaram ondas ultra-sônicas para fazer linhas regulares de milhares de gotículas contendo a molécula de armazenamento de energia ATP.

## Seletividade para compartimentalização
As vesículas automontadas são componentes essenciais das células primitivas. A membrana celular é a única estrutura celular encontrada em todas as células de todos os organismos da Terra.

## Ética e controvérsia
A pesquisa de protocélulas criou controvérsia e opiniões opostas, incluindo críticas à definição vaga de "vida artificial". A criação de uma unidade básica de vida é a preocupação ética mais urgente, embora a preocupação mais difundida sobre as protocélulas seja sua ameaça potencial à saúde animal e ao meio ambiente por meio da replicação descontrolada.